# Комерційна космічна станція Бігелоу
Комерційна космічна станція Бігелоу (англ. Bigelow Commercial Space Station (CSS)) — приватний орбітальний космічний комплекс, наразі існує тільки в проєкті. Розробка приватної компанії Bigelow Aerospace (засновник та власник — Роберт Бігелоу). Станція буде складатися з надувних елементів Sundancer і BA 330, стикувального вузла, сонячних батарей і пристикованих пілотованих капсул. Виведення на орбіту планувалось здійснити у 2017 році. Наразі виведення планується 2022 році, а початок експлуатації приблизно у 2024 році.

## Експериментальні запуски
З метою відпрацювання технології запуску надувних космічних апаратів, компанія «Bigelow Aerospace» здійснила запуск двох експериментальних модулів — Genesis I (у 2006) і Genesis II (у 2007). Запуски були успішними — після виходу на орбіту модулі успішно надулися.

## Етапи будівництва
- Запуск модуля Sundancer
- Політ комерційного корабля з астронавтами для установки обладнання
- Збірка стикувального і енергетичного модуля
- Запуск і стиковка другого модуля Sundancer
- Політ другого пілотованого корабля з додатковим обладнанням і забезпеченням систем повернення екіпажу на Землю
- Запуск і стиковка більшого модуля BA 330
- Третій політ корабля з екіпажем та обладнанням

У липні 2011 було заявлено, що модуль Sundancer було вилучено з планів розвитку станції та першим її модулем повинен стати BA 330, який заплановано запустити у 2017 році

## Перспективи використання
У проєкті передбачено забезпечення пристикування різних типів кораблів.
Готелем будуть користуватися приватні особи, професійні екіпажі, а також корпоративні дослідники. Відбирати кандидатури, можливо, буде компанія Space Adventures.